# Urmager
En urmager er en håndværker, der bygger, vedligeholder, reparerer og sælger ure. Normalt er der tale om armbåndsure og ure i hjemmet, men ure placeret på offentlige steder (rådhuse, kirker etc.) kan også have brug for vedligeholdelse eller reparation, hvilket urmagere tager sig af.

## Uddannelse
Uddannelsen til urmager finder i Danmark sted på EUC Ringsted (teknisk skole) og tager fire år, heraf 80 uger på skolen. Det første halve år er et grundforløb, mens de øvrige 3½ år koncentrerer sig om faget. Undervisningen foregår som en vekslen mellem praktik og skoleforløb. Adgangskravet er 9 års almen undervisning.
Blandt de egenskaber, en god urmager skal have, er et godt syn og rolige hænder, da mange ure er meget små og indstillingen kræver mikrometerpræcist arbejde. Blandt fagelementerne i uddannelsen kan nævnes:
- Arbejde med metal, herunder fabrikation af dele og værktøj
- Teknisk tegning
- Reparation af ure
- Elektronik
- Salg
- Dekoration
- Regnskab

Som færdiguddannet kan man videreuddanne sig til it- og elektronikteknolog.